# John T. Thompson
John Taliaferro (pronunciación en italiano: / ˌtaljaˈfɛrro/) (anglicizado a "Tolliver") Thompson (31 de diciembre de 1860-21 de junio de 1940) fue un oficial del Ejército de los Estados Unidos mejor recordado como el inventor de la metralleta Thompson.

## Primeros años
Nacido el 31 de diciembre de 1860 en Newport, Kentucky, Thompson creció en una sucesión de puestos del Ejército y se había decidido por el ejército como carrera a la edad de dieciséis años. Su padre era el teniente coronel James Thompson, su madre era María Taliaferro. Después de un año en la Universidad de Indiana en 1877, obtuvo un nombramiento en la Academia Militar de los Estados Unidos, graduándose en 1882.
Su primer lugar de destino fue en su lugar de nacimiento de Newport, donde fue asignado a la Segunda Artillería como segundo teniente. Luego asistió a escuelas de ingeniería y artillería y finalmente fue asignado al Departamento de Artillería del Ejército (Cuerpo de Artillería del Ejército de los Estados Unidos) en 1890, donde pasó el resto de su carrera militar. Durante este período inició su especialización en armas pequeñas.

## Guerra Hispano-estadounidense
Con el comienzo de la Guerra Hispano-estadounidense, Thompson fue ascendido a teniente coronel y enviado a Tampa, Florida como Jefe de Artillería para el comandante de la Cuba en campaña, General William R. Shafter. Mientras que el resto del Ejército estaba plagado de problemas logísticos, Thompson manejó las operaciones de suministro de artillería a Cuba de manera eficiente. Más de 18.000 toneladas de municiones fueron transferidas al campo de batalla desde su comando de Tampa sin ningún accidente. Thompson fue ascendido a coronel, el más joven del ejército en ese momento.
También fue esta guerra la que le ofreció a Thompson su primera exposición a las armas automáticas. A petición del teniente John H. Parker (John Henry Parker (general), Thompson organizó la formación informal de una unidad de ametralladora Gatling, con quince armas y un generoso suministro de municiones, todas enviadas a Cuba bajo la autoridad exclusiva de Thompson. Esta unidad más tarde jugó un papel importante en la Batalla del Cerro San Juan.

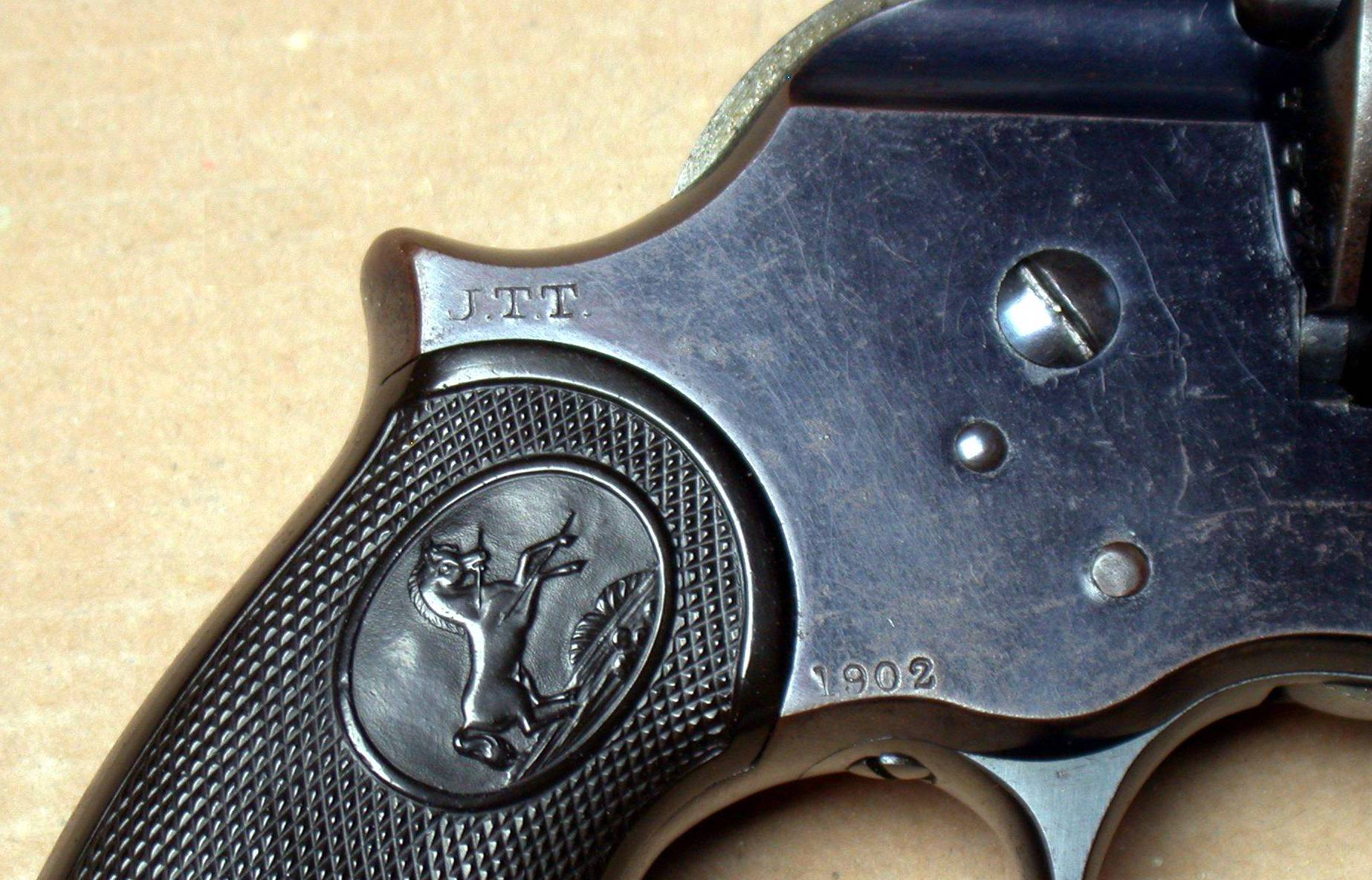
Marca del inspector Thompsons J.T.T en un modelo Colt Philippine de 1902 DA Revolver

Después de la guerra, Thompson fue nombrado jefe de la División de Armas Pequeñas del Departamento de Artillería. Mientras estuvo en esta posición, supervisó el desarrollo del rifle M1903 Springfield y presidió la junta de artillería que aprobó la pistola M1911. Para esta última, ideó pruebas inusuales que implicaban disparar el arma contra cadáveres humanos donados y ganado vivo para evaluar la efectividad de las municiones.

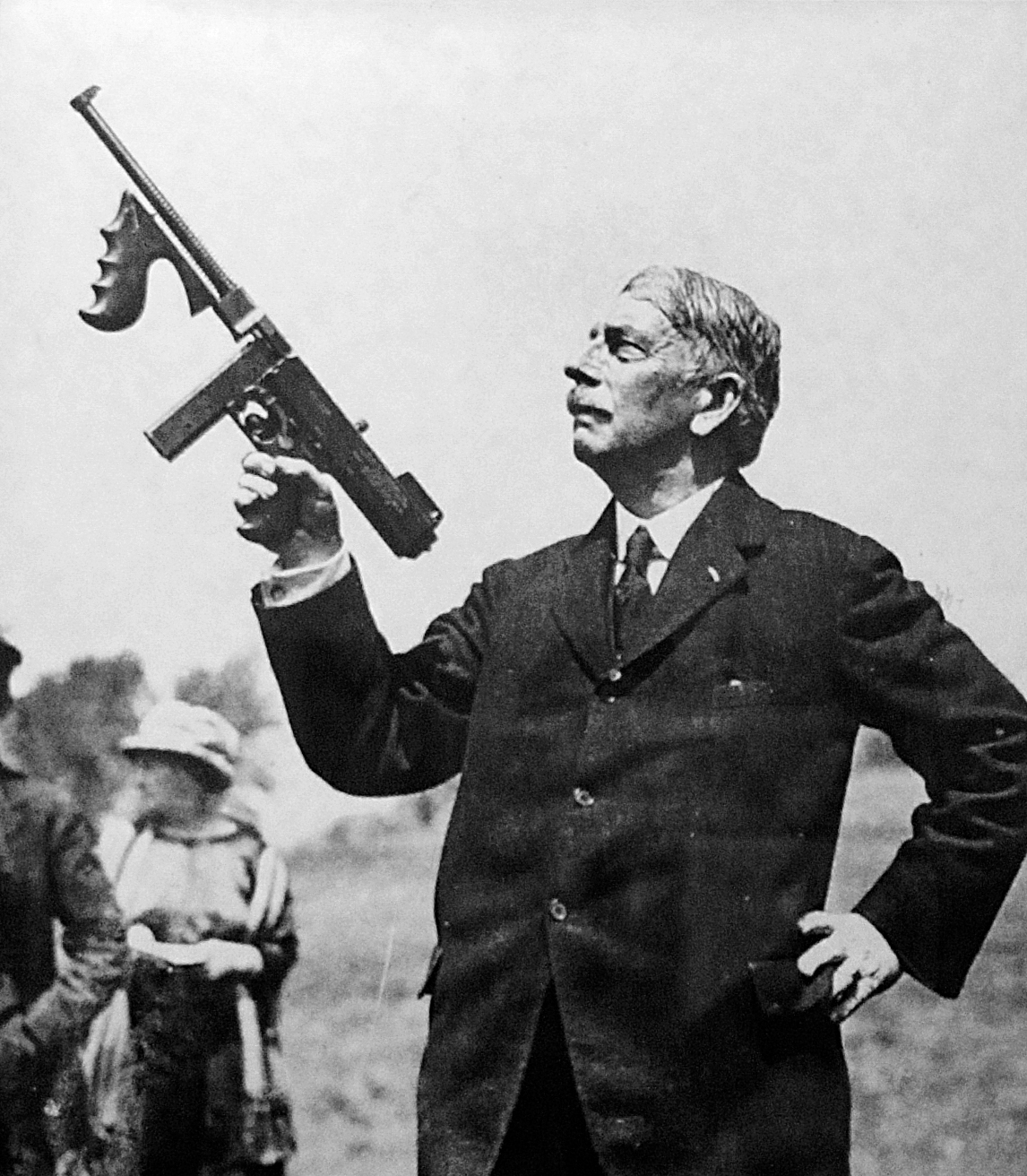
El general John T.Thompson sosteniendo un M1921.

## Primera Guerra Mundial
La Primera Guerra Mundial comenzó en Europa en 1914, y Thompson simpatizaba con la causa de los Aliados de la Primera Guerra Mundial. Dado que Estados Unidos no entró de inmediato en la guerra y porque reconoció una necesidad significativa de armas pequeñas en Europa (así como la oportunidad de obtener ganancias sustanciales), Thompson se retiró del ejército en noviembre de ese año y aceptó un trabajo como Ingeniero jefe de la Remington Arms Company. Mientras trabajaba en la empresa, supervisó la construcción del Arsenal Eddystone en Chester, Pensilvania, que en aquel momento era la mayor fábrica de armas pequeñas del mundo. En ella se fabricaban rifles Enfield modelo 1914 para las fuerzas británicas y rifles Mosin-Nagant para Rusia.
Cuando Estados Unidos finalmente entró en la guerra en 1917, Thompson regresó al ejército y fue ascendido al rango de general de brigada. Se desempeñó como Director de Arsenales durante el resto de la guerra, en cuyo cargo supervisó toda la producción de armas pequeñas para el Ejército. Por este servicio fue galardonado con la Medalla de Servicio Distinguido. Se retiró de nuevo después de la guerra, en diciembre de 1918, y reanudó el trabajo perfeccionando el "Tommy Gun".
Thompson originalmente persiguió el concepto de autorifle: un rifle que utilizaba la acción de retroceso retardado del principio Blish para evitar la complejidad de las acciones accionadas por retroceso y por gas. En las pruebas se descubrió que el cartucho militar .30-06 era demasiado potente para funcionar satisfactoriamente con el sistema Blish.
Thompson finalmente decidió usar la misma munición .45 calibre en la metralleta Thompson que había examinado para su uso en el M1911 mientras estaba en el ejército. El arma fue patentada en 1920, pero la principal fuente de contratos terminó con el armisticio. Thompson, por lo tanto, comercializó el arma a las agencias policiales civiles, que la compraron en cantidades respetables. Sin embargo, en 1928, las bajas ventas habían llevado a la empresa a la crisis financiera, y Thompson fue reemplazado como director de Auto-Ordnance Company.

## Muerte
Thompson murió a la edad de 79 años el 21 de junio de 1940, y está enterrado en los terrenos de la Academia Militar de los Estados Unidos en West Point, Nueva York. Poco después de su muerte, la inminente entrada de los EE. UU. En la Segunda Guerra Mundial llevó al Ejército a ordenar la metralleta Thompson en grandes cantidades, y se utilizó ampliamente durante ese conflicto.